# Helena Bonnier
Helena Birgitta Juliana Bonnier, född Storck den 13 juli 1939 i Sofia församling i Jönköping, är en svensk politiker (moderat), som var riksdagsledamot (tjänstgörande ersättare för Tina Ghasemi) 5 juli 2017–5 mars 2018 för Stockholms kommuns valkrets.
I riksdagen var hon extra suppleant i socialförsäkringsutskottet.
Helena Bonnier var gift med Johan Bonnier från 1973 till hans bortgång 2001.